# PROTAC
Les PROTACs (proteolysis-targeting chimeras) sont de petites molécules bi-bifonctionnelles, conçues pour induire la dégradation d’une protéine pathogène par le système ubiquitine protéasome en recrutant simultanément une ubiquitine ligase (E3) et une protéine cible.
Ces molécules pourraient s'inscrire dans une nouvelle stratégie de découverte de médicaments basée sur le concept du recrutement simultanément d’une enzyme ubiquitine ligase et d’une protéine cible par une petite molécule chimique,. Ce recrutement permet le rapprochement spatial et l’induction d’une interaction protéine-protéine (PPI) non physiologique entre l’ubiquitine ligase à la protéine cible forçant l’ubiquitination de celle-ci et donc sa dégradation spécifique par le système ubiquitine protéasome.

## Découverte

### 2001
La première preuve de concept PROTAC a été publiée par le laboratoire de C.Crews et R. J. Deshaies en 2001 sous le nom de PROTAC-1. La molécule était composée d’une part, d’un inhibiteur de l'angiogenèse, l'ovalicine, ligand covalent de l'aminopeptidase‑2 méthionine (MetAP‑2) et d’autre part de IκBα, un phospho-peptide naturel de 18 unités reconnu par la ligase E3, SCFβ-TRCP
PROTAC-1 souffrait d'une faible perméabilité cellulaire et donc d'une faible activité, ce qui a limité la technologie PROTAC dans le développement de nouvelles thérapies.

### 2008
La première petite molécule PROTAC, c’est-à-dire composée uniquement de petites molécules, a été décrite en 2008. Ce PROTAC permettait le recrutement de la ligase MDM2 grâce à un inhibiteur de d’interaction protéine-protéine connu de cette ligase, la nutlin, et un ligand SARM (modulateur sélectif des récepteurs aux androgènes), ligand non stéroïdien des récepteurs aux androgènes (AR) provoquant l’ubiquitination de ce récepteur aux androgènes (AR) et sa dégradation par le protéasome.

## Mécanisme d'action

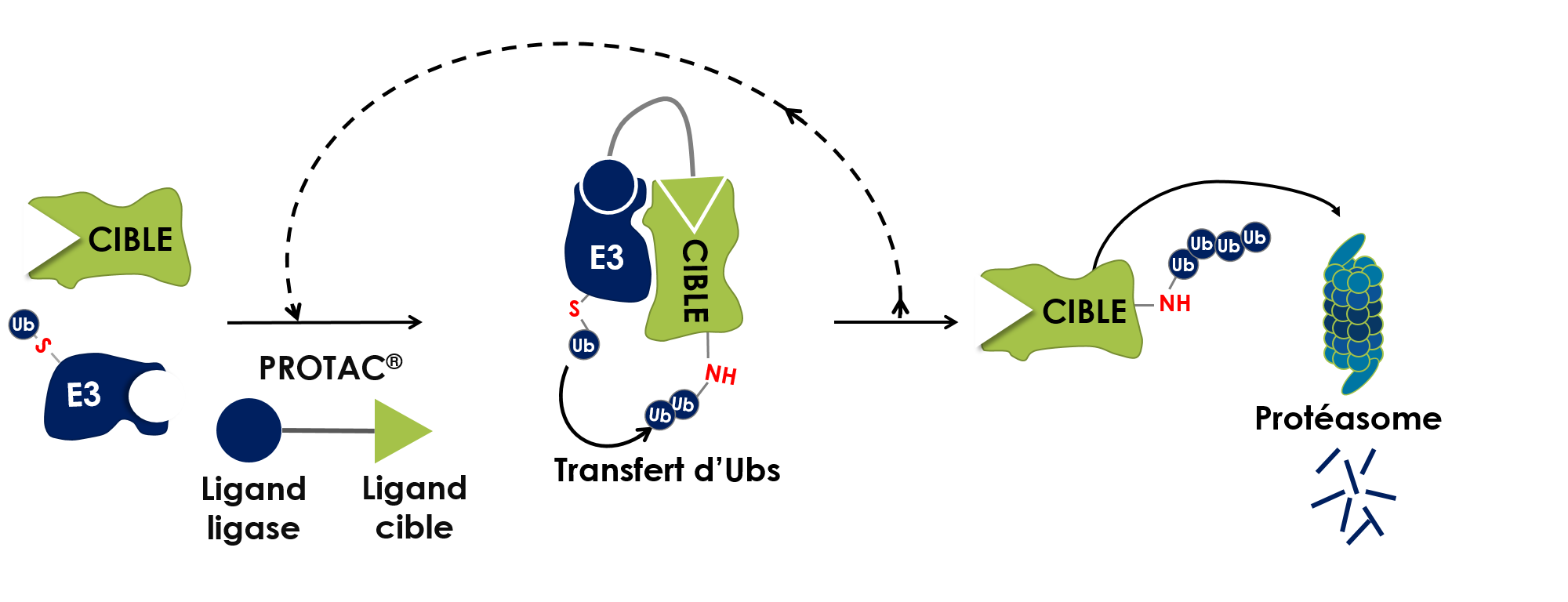
Mécanisme de l'action protéolytique d'un PROTAC®

Le mode d’action d’un PROTAC est de nature catalytique et se fait en plusieurs étapes successives. Premièrement, il y a une fixation simultanée de la molécule sur la protéine à dégrader et l’ubiquitine ligase E3 ciblée. La fixation simultanée de ces deux protéines par la molécule PROTAC va permettre la formation d'un complexe à trois parties, appelé complexe ternaire, et donc permettre le rapprochement spatial des deux protéines et l’induction d’une interaction protéine-protéine non physiologique entre la cible et l’E3. Une fois le complexe ternaire stabilisé il y aura transfert d'unités d'ubiquitines une par une jusqu’à la formation d'une chaine d'ubiquitine. Cette chaîne d'ubiquitines étant un marqueur de dégradation des protéines, la dernière étape est l’adressage de cette protéine polyubiquitinée au protéasome 26S, par l’intermédiaire de sa particule régulatrice 19S, provoquant sa dégradation.